# Neomallocera opulenta
Neomallocera opulenta är en skalbaggsart som först beskrevs av Newman 1841.  Neomallocera opulenta ingår i släktet Neomallocera och familjen långhorningar.
Artens utbredningsområde är Paraguay. Inga underarter finns listade i Catalogue of Life.